# Migros-Ensemble
Das Migros-Ensemble ist ein Schweizer Musikprojekt, das Ende 2014 mit einer Singleveröffentlichung Geld für wohltätige Zwecke sammelte.

## Hintergrund
Initiiert wurde das vorweihnachtliche Projekt nach dem Vorbild von Band Aid von der Schweizer Handelskette Migros. Es wurden 23 Interpreten aus verschiedenen Teilen des Landes gewonnen, die gemeinsam den Song Ensemble (französisch für gemeinsam) aufnahmen. Das in drei der vier Landessprachen – Französisch, Deutsch und Italienisch – verfasste Lied wurde von Georg Schlunegger geschrieben, der zum HitMill-Team von Roman Camenzind gehört. Schlunegger und Camenzind produzierten zusammen die Aufnahme. Das in den Schweizer Alpen gedrehte Video wurde am 21. November 2014 erstmals im Fernsehen ausgestrahlt und das Lied anschliessend in den Downloadshops veröffentlicht. Es stieg am 30. November auf Platz eins der Schweizer Hitparade ein. Die Einnahmen gehen zu gleichen Teilen an vier nationale Hilfsorganisationen: Swiss Winter Relief, Heks, Caritas und Pro Juventute. Die Einnahmen aus den Songverkäufen und der begleitenden Spendenaktion werden von dem Einzelhandelsunternehmen verdoppelt (gedeckelt auf eine Gesamtsumme von 1 Million Schweizer Franken).

## Teilnehmer
- Angie Ott
- Carrousel
- Dada Ante Portas
- Fabienne Louves
- Francine Jordi
- Jaël Malli
- Lina Button
- Luca Hänni
- Maja Brunner
- Marc Storace
- Melanie Oesch
- Noëmi Nadelmann
- Peter Reber
- Pepe Lienhard
- Pippo Pollina
- Ritschi
- Sebalter
- Vava Voom

besonderer Auftritt
- Gilbert Gress (Fußballtrainer)

## Diskografie
Lieder
- Ensemble (Veröffentlichungsdatum: 21. November 2014)